# Александр Ламфалуссі
Александр, барон Ламфалуссі (угор . Báró Lámfalussy Sándor, нар. 26 квітня 1929 - пом. 9 травня 2015) - бельгійський економіст та центральний банкір.

## Біографія
Народившись в місті Капувар (Угорщина),  Ламфалуссі покинув рідну країну в 1949 році. Навчався в Католицькому університеті в Левені та в Наффілдському коледжі в Оксфорді, де став доктором економіки. Пізніше він викладав у Лувенському університеті та Єльському університеті .
У 1963 році він був одним із засновників SUERF - асоціації, яка спочатку була створена як група для просування фінансових досліджень серед науковців. На честь його внеску у європейські грошово-кредитні та фінансові питання, він став почесним членом SUERF на 40-й річниці засідання асоціації, що відбулася в Паризькому Банку Франції.
З 1976 року він був економічним радником Банку міжнародних розрахунків у Базелі та займав посаду помічника генерального директора з 1981 по 1985 рік. Тоді він був генеральним директором банку, де пробув до 1993 року.
З 1994 по 1997 рік він був засновником президента Європейського валютного інституту у Франкфурті, попередником Європейського центрального банку.
З 2000 по 2001 рік він очолював Комітет мудреців з питань регулювання європейських ринків цінних паперів, пропозиції якого були прийняті Радою Європейського Союзу в березні 2001 року. Будучи головою комітету, він керував створенням Lamfalussy process - підходу до розвитку регулювання галузі фінансових послуг, що найбільш відомий у MiFID - Директиві про ринки фінансових інструментів. У 2013 році він був нагороджений найвищою відзнакою Угорщини - Великим Хрестом Ордена Святого Стефана Угорського. Він помер 9 травня 2015 року в Оттіньї (Бельгія). 